# 이케노우치 도모지로
이케노우치 도모지로(일본어: 池内友次郎, 1906년 10월 21일 ~ 1991년 3월 3일)은 일본의 작곡가이다.

## 생애
하이쿠 시인이며 다카하마 교시의 차남으로 도쿄에서 태어났다. 게이오 대학교 예과를 중퇴한다. 1927년 프랑스로 건너가 파리 음악원에 입학하여 포셰, 뷔세르에게 음악이론 및 작곡을 배운다.
귀국 후 니혼 대학 예술학과 교수를 거쳐 1947년 도쿄 예술대학 작곡과 교수로 취임한다. 1952년 레지옹 도뇌르 훈장 슈발리에 장, 1975년 훈삼등 욱일중수장을 수상한다. 1986년 문화 공로자가 된다. 1991년 뇌출혈로 사망한다.

## 작품
- Sonatine no. 1 pour piano
- Sonatine no. 2 pour violon et piano
- Sonatine no. 3 pour violoncelle et piano
- Prélude et fugue pour quatuor à cordes
- Ballade sur un air japonais ancien pour violoncelle pour violoncelle et piano
- En bis pour piano à 4 mains
- Yuya - trois pieces tirees de noh drame "Yuya" pour soprano et orchestre
- Sonatine pour soprano (Sonatine no. 4) (Sop, pf)

## 저서
- 작곡법강의(전음악보출판사/1959년 - 1961년) - 뱅상 댕디의「작곡법강의」(이케노우치 도모지로 訳)과는 구별.